# فرنسيسكو بريسينو
فرنسيسكو بريسينو (بالإسبانية: Francisco Briceño)‏ هو محامي وحاكم الدولة إسباني، ولد في 1500 في كورال دي ألماجوير في إسبانيا، وتوفي في 13 ديسمبر 1575 في بوغوتا في كولومبيا.